# エミリーの求めるもの
『エミリーの求めるもの』（エミリーのもとめるもの、英: Emily's Quest）はL・M・モンゴメリが1927年に発表したエミリー3部作の第3作。日本では村岡花子訳がこのタイトルで刊行されている。エミリーの求める作家としての成功と、思うに任せない恋の行方が描かれる。

## 作品概要
シュルーズベリー高校を卒業し、伯母たちの待つ育ったニュームーン農場に戻ったエミリーの作家を目指す努力と恋の破局、そして最後にどんでん返しの末に「求めるもの」を掴む姿が描かれる。第1作から周到に張られた伏線が回収される。ひとつは父の友人だったディーンとの婚約とその破局。もうひとつは息子テディが愛するものすべてを憎んでいたケント夫人の悲劇的な過去と救済である。
第2作『エミリーはのぼる』に続き、エミリーは作家として成功する道、すなわち象徴的な「アルプスの道」を登る努力を続ける。『夢を売る人』をディーンに酷評されたため、一度はあきらめるが、婚約破棄とともに再び創作にはげむ。24歳の誕生日にエミリーは、10年後に開くようにと14歳の誕生日に「24歳の私」に宛てて書いた昔の自分からの手紙を開いて、その楽天的な手紙と現実の厳しさの乖離に打ちのめされる。ちょうどそのとき、彼女の小説『バラの道徳』を出版したいという手紙が出版社から届く。

## 作品の特徴

### 執筆姿勢
話中のカーペンター先生の言葉の言葉を通してモンゴメリはエミリー3部作を記した際の心境を吐露している。
"Emily, promise me--that you'll never write--to please anybody--but yourself." "No use trying to please everybody. No use trying to please--critics."
(参考訳) エミリー、約束してくれ。自分自身が納得できない作品は書かないと。… 読者全員を喜ばせようとしても無駄だ。批評家を喜ばそうとするのも無駄だ。

### 物語に反映されている実話
- モンゴメリに求婚する男性は多く、若くして婚約解消なども経験している。[2]
- 作家として成功した後でさえモンゴメリは牧師の夫にすら執筆活動を反対されていた。ディーン・プリーストの話はそれを反映している。[2]
- モンゴメリは『エミリーの求めるもの』が発行された1927に皇太子時代のエドワード8世にトロントでの会合に招かれている。[2]
- 「フラビアン号」はタイタニック号の事件にヒントを得ている。[3]
- ケント夫人が夫の家族から受けた仕打ちはモンゴメリの経験と共通点が多い。再婚した父の家庭で幸福に暮らせると期待したが、12歳しか違わない継母から家事全般を押し付けられ、嫌がらせも受けたため継母を母とは思えず「モンゴメリ夫人」として日記に書いている。結局1年後に祖父母の家に帰った。[4]

### ファンタジー的要素
多用されてはいないが、「千里眼」や「夢のお告げ」、「虫の知らせ」が小説の中で重要なターニングポイントとなり、奇跡的に問題が解決したり危機を回避する場面がある。
- 「フラビアン号」と共に海の藻屑と消える筈だったテディが、そこにいるはずのないエミリーの姿を見て九死に一生を得る。
- ディーンと婚約中のエミリーは、不思議な経験をする。夢か幻の中で、テディが恐ろしい危険にさらされているのを知って危険から遠ざけようと必死に呼びかけ、彼をその「危険」から守った。エミリーはこの不思議な体験で、自分は婚約者のディーンではなく、つれなく旅立っていったテディのことを愛していると悟り、ディーンとの婚約を破棄したのである。

## エミリー3部作
| 巻 | 原作出版年 | 原題              | 出版年 | 邦題                 | エミリーの年齢 | 扱われている時代 |
| -- | ---------- | ----------------- | ------ | -------------------- | -------------- | ---------------- |
| 1  | 1923       | Emily of New Moon | 1964   | 可愛いエミリー       | 10～13         | 子供時代         |
| 2  | 1925       | Emily Climbs      | 1967   | エミリーはのぼる     | 13～17         | 少女時代         |
| 3  | 1927       | Emily's Quest     | 1969   | エミリーの求めるもの | 17～24         | 娘時代           |

### 日本語訳
Emily's Quest の邦訳は以下の村岡花子訳のみである。本作が村岡花子の遺作となった。
- (1969年) 『エミリーの求めるもの』 村岡花子訳 - 新潮文庫 ISBN 9784102113158